# General Electric J31
El General Electric J31 fue el primer turborreactor producido en cantidades importantes en los Estados Unidos.

## Diseño y desarrollo
El J31 era esencialmente una versión de producción del prototipo Whittle W.1 que había sido enviado a USA después de la exitosa Misión Tizard. La extensa experiencia en la producción de turbocompresores de General Electric hizo que dicha compañía fuera la elección natural para producir el motor, que inicialmente se llamó "I-16" ('I' era una referencia al prototipo original). Más tarde las Fuerzas Armadas de Estados Unidos decidieron estandarizar la nomenclatura de todos sus motores a reacción, y el I-16 fue renombrado como "J31".
Al igual que el W.1, el I-16 producía 750 kilogramos fuerza (7,3 kN) de empuje y pesaba alrededor de 385 kg. La producción arrancó para el P-59 Airacomet en 1943, y para cuando la línea se cerró en 1945, un total de 241 motores habían sido producidos. GE también uso el diseño básico para crear el I-40, mucho más grande, con 1.800 kgf, pero el diseño fue transferido a Allison como el J33, muy a pesar de GE.

## Applicaciones
- Ryan FR-1 Fireball
- P-59 Airacomet
- XF2R Dark Shark

## Especificaciones (J31)
- Tipo: Turborreactor
- Peso: 386 kg
- Compresor: centrífugo de una etapa
- Empuje: 750 kgf (7,33 kN)

### Fuente
- Esta obra contiene una traducción  derivada de «General Electric J31» de Wikipedia en inglés, publicada por sus editores bajo la Licencia de documentación libre de GNU y la Licencia Creative Commons Atribución-CompartirIgual 4.0 Internacional.

- Datos: Q2450750
- Multimedia: General Electric J31 / Q2450750